# Gaubüttelbrunn
Gaubüttelbrunn ist ein Gemeindeteil der Gemeinde Kirchheim im unterfränkischen Landkreis Würzburg in Bayern.

## Geografische Lage
Das Pfarrdorf Gaubüttelbrunn liegt im Süden des Kirchheimer Gemeindegebietes am Dammbach. Nördlich ist der Hauptort Kirchheim selbst zu finden. Der Nordosten wird vom Giebelstädter Gemeindeteil Sulzdorf eingenommen. Mit Allersheim beginnt auch südöstlich das Gebiet von Giebelstadt. Im Süden liegt Bütthard-Gützingen. Im Westen beginnt der Main-Tauber-Kreis in Baden-Württemberg, der Gemeindeteil Oberwittighausen der Gemeinde Wittighausen liegt Gaubüttelbrunn am nächsten. Hier ist auch der Haltepunkt Gaubüttelbrunn der Frankenbahn zu finden. 

## Geschichte
Die Geschichte von Gaubüttelbrunn ist eng mit der von Kirchheim verbunden. An der Stelle des Ortes lag vor 200 Millionen Jahren des sogenannte Germanische Meer. Heute zeugen die reichen Muschelkalkbrüche noch immer von dieser Vergangenheit. Menschliche Besiedlung erfolgte bereits vor 5000 Jahren. Im 20. Jahrhundert nahm man Ausgrabungen vor, bei denen ein Steinkistengrab gefunden wurde. Während der Latènezeit war bereits der heutige Ortskern besiedelt.
Das heutige Dorf entstand allerdings erst später. Erstmals erwähnt wurde „Butelbrunn“ in einer Urkunde vom 14. Oktober 986. Damals schenkte der Würzburger Bischof Hugo dem Kloster St. Burkard in Würzburg einige Einkünfte in dem Dorf. Schnell stieg der Ort zum Kirchdorf auf, ein Gotteshaus bestand wohl bereits vor dem 14. Jahrhundert. Der Ortsname erhielt das Präfix Gau- erst im 19. Jahrhundert, um das Dorf von Waldbüttelbrunn zu unterscheiden.
Im Jahr 1961 fand in der Gemarkung von Gaubüttelbrunn, am sogenannten Kaisersteinbruch, das erste internationale Bildhauersymposium in der Bundesrepublik Deutschland statt. Noch heute sind die damals geschaffenen Kunstwerke auf dem Gelände des ehemaligen Steinbruches zu finden. Gaubüttelbrunn verlor im Zuge der Gemeindegebietsreform in Bayern seine Unabhängigkeit als Gemeinde und schloss sich am 1. Mai 1978 der Gemeinde Kirchheim an.

## Sehenswürdigkeiten

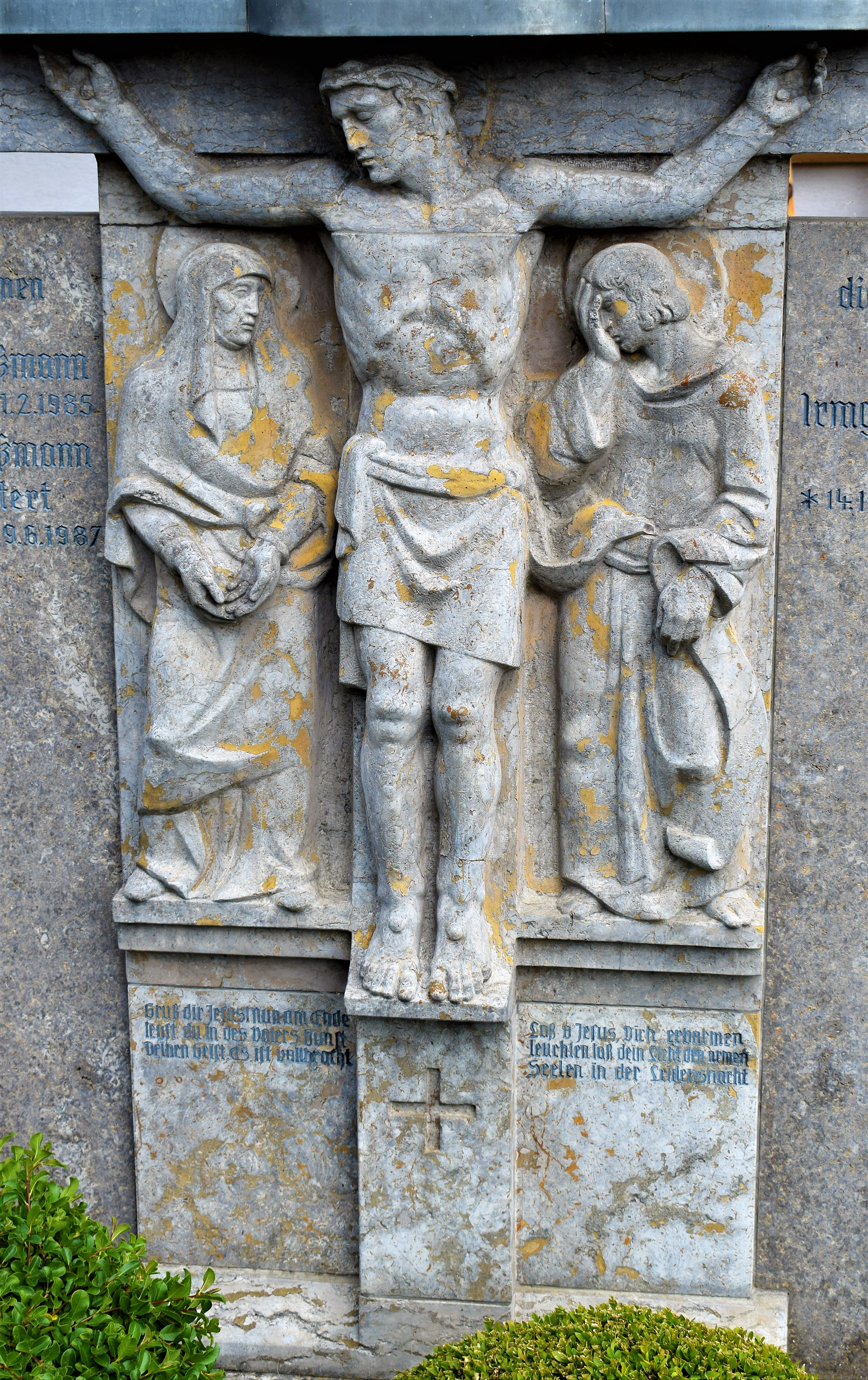
Skulptur von Ludwig Sonnleitner auf dem Friedhof

Den Mittelpunkt des Dorfes bildet die katholische Pfarrkirche St. Stephan und Anna. Der gotische Bau wurde im Zuge der Gegenreformation durch Fürstbischof Julius Echter von Mespelbrunn errichtet und mit dem typischen Spitzhelm ausgestattet. 1761 gestaltete man das Langhaus um. Im 20. Jahrhundert wurden weitere Anbauten vollendet. Im Inneren stattete man das Gotteshaus mit Altären des Auber Künstlers Johann Wolfgang von der Auwera aus.
Das Rathaus der ehemaligen Gemeinde entstand im 18. Jahrhundert und schließt mit einem Walmdach ab. Eine große Hofanlage befindet sich in der Ortsmitte. Sie wurde im Jahr 1797 erbaut. In der Umgebung des Dorfes haben sich viele Bildstöcke und Kleindenkmälern erhalten, die von der Volksfrömmigkeit vergangener Jahrhunderte zeugen. Die meisten dieser Objekte entstammen dem 18. Jahrhundert, allerdings hat sich ein Exemplar aus dem 17. Jahrhundert erhalten.
In Gaubüttelbrunn wurde die religiöse Kunst auch im 20. Jahrhundert gepflegt. In den 1940er Jahren schufen die Künstler Ludwig Sonnleitner, Julius Bausenwein und Adolf Herbst für den Friedhof der Gemeinde einige Grabmäler. Sonnleitner arbeitete in der Nachkriegszeit noch oft in Gaubüttelbrunn, unter anderem errichtete er ein Kriegerdenkmal. Aus dem Jahr 1961 haben sich weitere Bildhauerarbeiten des internationalen Symposiums erhalten. Unter anderem arbeiteten Karl Prantl, Joachim-Fritz Schultze-Bansen, Menashe Kadishman und Janez Lenassi hier.